# Oro verde (telenovela chilena)
Oro verde es una telenovela chilena creada por Alfredo Rates, dirigida por Vicente Sabatini y transmitida por Televisión Nacional de Chile desde el 10 de marzo hasta el 5 de agosto de 1997. Narra la lucha de una joven eco-activista, que protege un bosque de alerces milenarios de La Araucanía, contra las instalaciones de una empresa forestal santiaguina que amenaza la supervivencia del bosque nativo por fines económicos. Es protagonizada por Carolina Fadic, Francisco Reyes y Claudia Di Girolamo.
La producción fue grabada en los bosques de la Región de la Araucanía entre noviembre de 1996 y mayo de 1997. La telenovela recibió crítica positivas a la temática, las escenografías y la ambientación. Obtuvo diversas nominaciones a los Premios APES en las principales categorías de televisión.

## Argumento

### Inicio
La trama se desarrolla en Los Robles, un pueblo rodeado de un entorno natural, cerca del Lago Caburgua. Encargado de inspeccionar el bosque, el ingeniero forestal, Diego Valenzuela (Francisco Reyes), se interna en la montaña cercana al pueblo; una vez dentro, pierde rumbo llegando a un paraje boscoso, virgen y al parecer nunca antes explorado.
Antonia Sandoval (Carolina Fadic), buscando la tranquilidad y paz del paisaje se interna, montando su caballo Rayén, en este lugar repleto de alerces milenarios. Una vez que ha llegado al corazón del bosque, encuentra a Diego malherido. Para salvarle la vida, lo arrastra y lo sumerge en una fuente de aguas termales intentando reanimarlo, al hacerlo, no toma en cuenta la leyenda que dice que, por poderes mágicos, todas las parejas que se sumergen ahí, están condenadas a no separarse jamás.
Luego de reanimarlo, Antonia lo lleva a su cabaña en el bosque donde, envueltos en la magia de la situación y de la leyenda de amor, viven un fugaz e intenso romance. Este encanto se rompe abruptamente cuando a la mañana siguiente Antonia despierta y descubre que Diego se ha ido sin siquiera despedirse.
Al poco tiempo el equilibrio ecológico del pueblo se ve amenazado cuando la Forestal Meyer, propiedad de una acomodada familia, con propósitos netamente económicos, llega a Los Robles a talar el bosque nativo. Es aquí cuando se reencuentran Diego y Antonia, pero esta vez, de una manera muy distinta: luchando en bandos distintos, ya que ante la noticia del proyecto de tala que Diego dirige, Antonia se convierte en una defensora del bosque nativo.

### Conflicto
Agustín Meyer (Eduardo Barril), es el mandamás de la Forestal, un malvado empresario que a toda costa quiere cumplir su objetivo; talar el bosque nativo. Él llega a la Hacienda Meyer en Los Robles, en compañía de su madre Leonor Undurraga (Paz Irarrázaval), propietaria de las Empresas Meyer, y su sobrina Gabriela (Viviana Rodríguez). 
Mientras que en Santiago a la ingeniero comercial, Natalia Sotomayor (Claudia Di Girolamo), se le asigna la Gerencia General de las empresas Meyer para iniciar y ejecutar el ambicioso proyecto de Agustín. Así va enfrentando varias limitaciones, sobre todo por la falta de colaboración de sus propios jefes. A raíz de su cercanía con Agustín, Bernardita Alemparte (Adriana Vacarezza), la joven esposa del señor Meyer, operará un plan para desprestigiar la brillante carrera de Natalia.
Ante la irrupción de la empresa forestal, grupo ecológico de Los Robles, liderado por la joven Anita Solari (Claudia Burr), interrumpe, manifestándose en contra del proceso de tala. De pronto, el plan de la Forestal Meyer se ve intervenida con la llegada de Ignacio Meyer (Héctor Noguera), el otro heredero que regresa a Chile, con el fin de acabar con la destrucción del bosque, transformándose en el antítesis de su hermano Agustín.
Ignacio se transforma en el principal aliado de Antonia contra las intenciones de su hermano. Pero también se llevará muchas sorpresas, como su reencuentro con la alemana Helga Schmidt (Delfina Guzmán), quien es la madre de Antonia, y con quien en la juventud mantuvo una relación amorosa con Ignacio, y precisamente su reencuentro con él después de tantos años, le traerá muchos recuerdos de aquella relación y provocará serios conflictos en su vida.
Aparte de Antonia e Ignacio, hay muchas personas que se oponen a la tala del bosque, entre ellos, los dueños de la empresa de rafting, Cristóbal Ossandón (Álvaro Rudolphy) y Alonso Durán (Álvaro Morales), los bomberos, encabezados por Casimiro Moraga (Hugo Medina), el excapitán naviero, Humberto Durán (José Soza), el padre Felipe (Francisco Melo) y Theo (Rodolfo Pulgar), el asistente de Ignacio, entre otros.
Sin embargo, hay muchos que desean activar la tala motivados por sus intereses personales; Natalia, quien ve en este trabajo su trampolín para ascender en su profesión,  Mariano Sandoval (Marcelo Romo), padre de Antonia y dueño de la hostería del lugar, quien mantiene oscuros negocios con la forestal, Guzmán (Óscar Hernández) el capataz de la forestal, la neurótica Isabel Ugarte (Consuelo Holzapfel) y Raquel (Maricarmen Arrigorriaga), quien desea que sus negocios logren prosperar con el desarrollo del pueblo.
Ante el conflicto ecológico de Los Robles, Diego, se decepciona y se distancia de Antonia, lo cual Gabriela, la caprichosa hija de Ignacio y Alonso, el hijo del capitán Durán, aprovecharán para acercarse al desamor de ambos.

## Reparto
El elenco dirigido por Vicente Sabatini está conformado por:
- Carolina Fadic como Antonia Sandoval.[8]
- Francisco Reyes como Diego Valenzuela.
- Claudia Di Girolamo como Natalia Sotomayor.
- Álvaro Rudolphy como Cristóbal Ossandón.
- Viviana Rodríguez como Gabriela Meyer.
- Héctor Noguera como Ignacio Meyer.
- Delfina Guzmán como Helga Schmidt.
- Eduardo Barril como Agustín Meyer.
- Paz Yrarrázaval como Leonor Undurraga.[9]
- José Soza como Humberto Durán.
- Anita Klesky como Concepción Andrade.
- Marcelo Romo como Mariano Sandoval.
- Consuelo Holzapfel como Isabel Ugarte.
- Claudia Burr como Anita Solari.[10]
- Álvaro Morales como Alonso Durán.
- Tamara Acosta como Jeanette Machuca.
- Pablo Schwarz como Lautaro «Tallo» Meneses.
- Felipe Braun como Nicolás Moraga.
- Amparo Noguera como Adela Moraga.
- Remigio Remedy como Mateo Silva.
- Adriana Vacarezza como Bernardita Alemparte.
- Maricarmen Arrigorriaga como Raquel Garay.
- Sergio Hernández como Gustavo Baeza.
- Óscar Hernández como Ramiro Guzmán.
- Hugo Medina como Casimiro Moraga.
- Luz Jiménez como Digna Valdés.
- Francisco Melo como Felipe García.
- Francisca Imboden como Alejandra Solari.
- Ana Luz Figueroa como Carolina Durán.
- Lorene Prieto como Ingrid Troncoso.
- Rodolfo Pulgar como Doroteo Painequeo.
- Maité Fernández como Matilde Moreno.
- Mireya Véliz como Guadalupe Flores.
- Ricardo Pinto como Juan Ariztía.
- Angélica Neumann como Cecilia Fuentes.
- Ernesto Gutiérrez como Nelson Vargas.
- Héctor Aguilar como Juvenal Pizarro.
- Samuel Guajardo como Forestino Faúndez.
- Yasmín Valdés como Paulina Mardones
- Soledad Montoya como Andrea Osorio

## Producción
El rodaje de la telenovela tuvo lugar en Lago Caburgua y alrededores de Pucón entre diciembre de 1996 y junio de 1997. 
La producción de Oro Verde tuvo como primera opción para interpretar el personaje de Leonor Undurraga a Marés González, pero rechazó la propuesta para unirse a Eclipse de luna de Canal 13. Lo mismo ocurrió con los actores Ángela Contreras (Gabriela Meyer), Luis Alarcón (Mariano Sandoval), Ana Reeves (Digna Valdés), Alejandro Castillo (Gustavo Baeza) y Patricia Rivadeneira (Bernardita Alemparte). Contreras por embarazo, Alarcón y Rivadeneira por grabaciones de Brigada Escorpión, Castillo por unirse a Rossabella de Megavisión y Reeves por disconformidad con equipo de producción. Luis Gnecco y Sergio Hernández realizaron casting para el rol de Gustavo, quedándose en manos de Hernández. Además, esta telenovela marcó el debut en televisión de Francisca Imboden y Yasmín Valdés.

## Banda sonora
1. Angelique Kidjo - Agolo
2. Pablo Herrera - Un Segundo Más
3. Kabah - Fuego De Gloria
4. Secret Garden - Nocturne
5. Joe Vasconcellos - Mágico
6. Emmanuel - La Fuerza de la Vida
7. Nacho Cano - Vivimos Siempre Juntos
8. Ana Cirré - Casi Perfecto
9. Soraya - Avalancha
10. Marcos Llunas - Eres Mi Debilidad
11. Gemini - Sólo Un Instante
12. Grupo Ryo - Ella Me Ha Robado El Corazón
13. Silvio Rodríguez - Caballo Místico
14. É o Tchan - Pau que nasce torto / Melô do Tchan

### Temas no incluidos en el CD
1. Uman - Atmosphere
2. Adrián y Los Dados Negros - Tonta
3. Carrapicho - Tic tic tac
4. Girl - Quién te Cantará
5. Alta Temperatura - Corazón
6. Julio Iglesias & Nana Mouskouri - Sé que volverás
7. Cecilia Echenique - Porque te vas
8. Ketama - No estamos locos
9. Ambra - El ascensor
10. Los Pericos - Caliente
11. Los calzones rotos - Siempre yo te sigo a todas partes
12. Sandy y Papo - Bueno pa gozar
13. Los Ángeles Azules - Como te voy a olvidar
14. Los calzones rotos - El grito
15. Sandy y Papo - La chica sexy
16. Los Pericos - Bésame
17. Yma Sumac - Taki rari
18. Organización X - Borracho, borrachito
19. Lucybell - Mataz
20. Los Auténticos Decadentes - Corazón
21. Alcides- Violeta

## Emisión internacional
- Ecuador: SíTV.
- Paraguay: Canal 13.

## Retransmisiones
La teleserie Oro Verde fue retransmitida en Televisión Nacional de Chile en los años 2000 y 2011.